# Edewecht
Edewecht est une commune allemande située en Basse-Saxe dans l'arrondissement d'Ammerland.

## Histoire
Edewecht a été mentionnée pour la première fois dans un document officiel vers 1150.

## Jumelages
La commune d'Edewecht est jumelée avec :
- Wusterhausen/Dosse (Allemagne) depuis le 3 septembre 1990
- Krosno (Pologne) depuis le 20 juin 1996
- Czermin (Pologne) depuis le 15 octobre 2004

## Sources et références
1. ↑  Partnerschaften